# Personality Crisis
Singles de New York Dolls
Jet Boy / Vietnamese Baby
(1973)
Personality Crisis est une chanson du groupe américain de rock New York Dolls extraite de leur premier album, paru en juillet 1973 et intitulé New York Dolls.

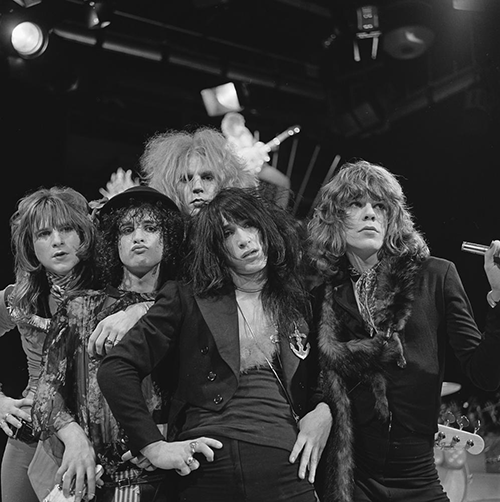
Photo des New York Dolls durant un émission de télévision allemande en 1973.

La chanson a également sortie (en aoút 1973 sous le label Mercury Records) en single double face A avec Trash (une autre chanson du même album),. Aucune des deux chansons n'est pas entrée dans les charts américains,.
En 2004, Rolling Stone a classé la chanson Personality Crisis, dans la version originale des New York Dolls, 267e sur sa liste des « 500 plus grandes chansons de tous les temps ». (En 2010, le magazine rock américain a mis à jour sa liste, maintenant la chanson est 271e.)

## Composition
La chanson a été écrite par David Johansen et Johnny Thunders. L'enregistrement des New York Dolls a été produit par Todd Rundgren.